# Karol de Foucauld
Karol de Foucauld, fr. Charles de Foucauld (ur. 15 września 1858 w Strasburgu, zm. 1 grudnia 1916 w Tamanrasset) – francuski trapista (OCSO) i prezbiter, misjonarz, eremita przebywający przez wiele lat wśród muzułmańskich Tuaregów na Saharze w Algierii, święty Kościoła katolickiego.
Owocem jego działalności było stworzenie słownika tuaresko-francuskiego oraz przełożenie Ewangelii na język tuareski i poezji tuareskiej. Na podstawie stworzonej przez niego reguły zakonnej po jego śmierci, w 1933, powstało Zgromadzenie Małych Braci Jezusa. Kilka lat później (1939) Magdalena Hutin założyła Zgromadzenie Małych Sióstr Jezusa, również opartą na regule spisanej przez Karola de Foucauld.

## Życiorys

### Lata 1858–1885
Karol de Foucauld pochodził z katolickiej rodziny arystokratycznej, w 1864 roku został sierotą i był wychowywany przez dziadków Morlet. W 1874 zdał maturę i trafił do szkoły jezuitów w Paryżu, gdzie przez dwa lata pobierał nauki. W tamtym okresie stracił wiarę. W roku 1876 wstąpił do szkoły oficerskiej Saint-Cyr. Dwa lata później, 3 lutego 1878, umarł jego dziadek i opiekun, pułkownik Morlet, zaś 15 września 1878 Karol osiągnął pełnoletniość i wszedł w posiadanie majątku.
Podczas powstania Bou Amama w Algierii, które wybuchło w 1881, Karol de Foucauld brał udział w kampanii w południowym Oranie; po walkach na froncie został odznaczony za swoją postawę. W styczniu 1882 roku opuścił wojsko i udał się w podróż do Maroka w roli eksploratora. Przemierzał ten kraj w latach 1883–1884; w tym także czasie pisał książkę „Reconnaissance au Maroc” (istnieją dwie równoległe możliwości przetłumaczenia tego tytułu: „Rozpoznanie Maroka” lub „Wdzięczność dla Maroka”), za którą w kwietniu 1885 roku otrzymał złoty medal od Francuskiego Towarzystwa Geograficznego.

### Lata 1886–1901
Rok 1886 Karol de Foucauld spędził w Paryżu, gdzie pod koniec października doświadczył nawrócenia. Jego kierownikiem duchowym i spowiednikiem został ksiądz Huvelin. W latach 1888–1890 Karol odbył pielgrzymkę do Ziemi Świętej, przez miesiąc przebywał w klasztorze trapistów w Fontgombault, uczestniczył także w rekolekcjach w zakonie benedyktynów w opactwie św. Piotra w Solesmes.
16 stycznia 1890 roku wstąpił do zakonu trapistów w klasztorze Matki Bożej Śnieżnej w Masywie Centralnym, gdzie rozpoczął nowicjat (1890-1892), przyjmując imię zakonne Maria-Alberyk. Śluby proste złożył 2 lutego 1892 i przyjął tonsurę. W lutym 1893 roku rozpoczął studia teologiczne, które kontynuował na Uniwersytecie Gregoriańskim w Rzymie (w roku 1896). W lipcu 1893 roku pojawiły się pierwszy idee założenia wspólnoty nazaretańskiej, których szkice Karol konsultował z kierownikiem duchowym. W 1896 roku uzyskał zezwolenie ks. Huvelina na opuszczenie zakonu trapistów, przełożeni uznali powołanie Karola w 1897 roku. 14 lutego 1897 roku został zwolniony ze ślubów prostych i złożył dwa śluby prywatne: czystości oraz nie posiadania niczego poza narzędziami potrzebnymi do pracy fizycznej. 
24 lutego 1897 roku przybył po raz drugi do Ziemi Świętej, gdzie podjął służbę służącego przy klasztorze Klarysek w Nazarecie. Dwa lata później podjął decyzję pozostania na zawsze w tym miejscu. Od 19 do 21 maja 1899 roku w czasie rekolekcji Karol skończył nową regułę Pustelników Najświętszego Serca i Regułę Konstytucji Małych Braci Jezusa. Rok później, za namową ks. Huvelin i sióstr klarysek, odbył serię rekolekcji przygotowujących do przyjęcia święceń kapłańskich, które otrzymał 9 czerwca 1901 roku we Francji.

### Lata 1901–1916
Już jako ksiądz, 28 października 1901 przybył do Beni-Abbes w Algierii, gdzie odprawił swoją pierwszą Mszę Świętą (miało to miejsce 30 października, w 15 rocznicę jego nawrócenia). Przebywał tam do 1904 roku zajmując się pracą charytatywną, opatrywaniem rannych, walką z niewolnictwem i redagowaniem Reguły Małych Sióstr Jezusa. W 1904 roku udał się do Tamanrasset, gdzie żył wśród Tuaregów. 31 stycznia 1908 dowiedział się o pozwoleniu Stolicy Apostolskiej na samotne odprawianie mszy (nie miał żadnego ministranta). Na początku 1909 roku oraz w 1911 roku odbył podróże do Francji, podczas których spotkał się z rodziną; w trakcie pierwszej podróży także z ks. Huvelin (kierownik duchowy zmarł w 1910 roku). Karol w latach 1910–1911 wybudował pustelnię Asekrem, położoną na wysokości 2700 m n.p.m. w górach Hoggaru. Żyjąc w krainie Tuaregów, zajmował się pracą fizyczną i pracami lingwistycznymi nad językiem tuareskim, które w 1915 roku zaowocowały powstaniem słownika francusko-tuareskiego oraz przetłumaczeniem Ewangelii na język tuareski i kopią poezji tuareskiej. W 1915 roku na południu trypolitańskim wybuchły zamieszki, które doprowadziły do ataków Senussów na region zamieszkiwany przez Tuaregów. Karol zbudował wówczas fort dla miejscowej ludności.
1 grudnia 1916 roku został zastrzelony przez Senussów.

#### Beatyfikacja i kanonizacja
Proces beatyfikacyjny Karola de Foucauld na szczeblu diecezjalnym został zamknięty 4 marca 2003 roku w Mediolanie, a beatyfikacja odbyła się 13 listopada 2005 w Rzymie. 26 maja 2020 podpisano dekret przez papieża Franciszka uznający cud za wstawiennictwem błogosławionego, co otworzyło drogę do jego kanonizacji. Data uroczystości miała zostać ogłoszona na konsystorzu, który odbył się 3 maja 2021, lecz zostanie ogłoszona w innym terminie. 9 listopada 2021 Stolica Apostolska podała informacje o terminie uroczystości, podczas której nastąpi kanonizacja Karola de Foucauld i sześciu innych błogosławionych.
15 maja 2022, podczas uroczystej mszy św. na placu świętego Piotra, papież Franciszek dokonał pierwszej od czasu pandemii COVID-19 i pierwszej od października 2019 kanonizacji bł. Karola de Focualda i dziewięciu innych błogosławionych, wpisując go w poczet świętych Kościoła katolickiego.
Jego wspomnienie liturgiczne obchodzone jest 1 grudnia.

## Dziedzictwo
Karol de Foucauld stworzył pierwsze opracowanie słownika francusko-tuareskiego, założył zgromadzenie oparte na swojej regule, pozostawił po sobie także pisma – listy i medytacje, które pokazują jego drogę duchową i rozumienie Pisma Świętego.
Duchowość Karola de Foucauld jest nazywana duchowością o wymiarze nazaretańskim. Kierował się w niej czterema podstawami:
1. życie ukryte – naśladowanie cnót obecnych w życiu Jezusa i Świętej Rodziny w Nazarecie (przed rozpoczęciem publicznej działalności Jezusa)
2. kontemplacja – wzorem dla niej jest życie ukryte Jezusa
3. obecność w świecie – realizacja życia ukrytego w świecie
4. miłość bliźniego – realizacja powyższych założeń w praktyce.